# Musée de minéralogie de Strasbourg
Pour les articles homonymes, voir Musée de minéralogie.
Le Musée de minéralogie de Strasbourg est un musée de minéralogie français installé depuis 1890 sur le site de l'ancienne université impériale et aujourd'hui au cœur du campus central de Strasbourg. Deux salles lui sont dédiées dans un bâtiment de l'École et observatoire des sciences de la Terre (EOST) hébergeant également le Laboratoire d'hydrologie et de géochimie. Le musée est géré par l'EOST et partenaire du Jardin des sciences de l'université de Strasbourg. 

## La collection des minéraux
L'origine de la collection de minéraux est l’œuvre d'un professeur de médecine strasbourgeois, Jean Hermann, qui avait constitué au XVIIIe siècle un cabinet d'histoire naturelle. Après sa mort en 1800, la Ville de Strasbourg transforma son cabinet en musée avant de le dissoudre en 1880 en faveur des collections scientifiques de la nouvelle université,.
Le musée compte aujourd'hui 30 000 échantillons de minéraux provenant de toutes les parties du monde. L’une des particularités des collections vient de la diversité d'origine et de la variété des minéraux datant pour l'essentiel du XIXe siècle, découverts dans des gisements aujourd'hui épuisés. Contemporaine des grandes découvertes en minéralogie-cristallographie de cette époque et utilisée comme matériaux d'analyse et d'identification, cette collection est considérée comme une collection historique de référence, la plus importante collection universitaire de France.							

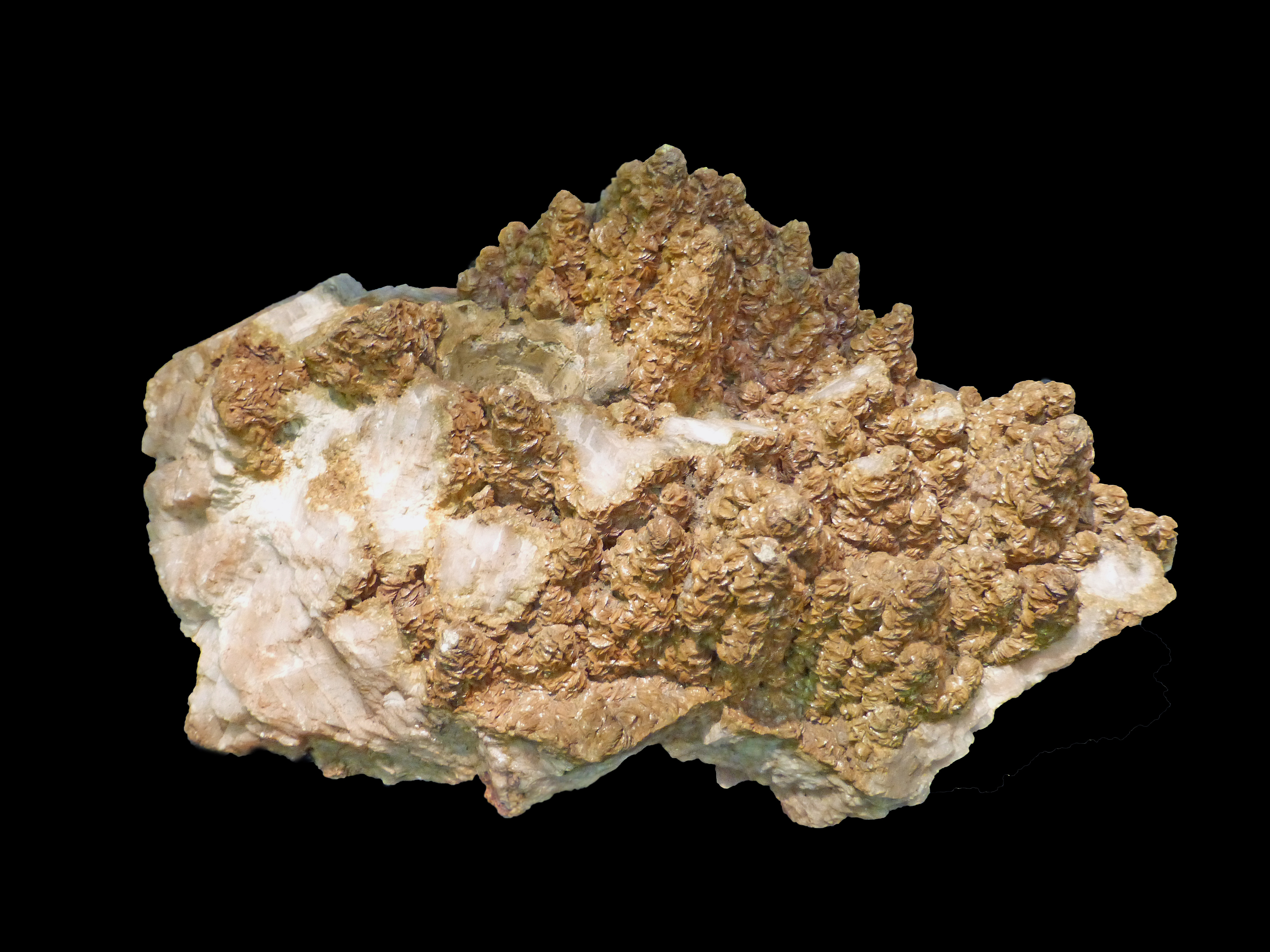
Ankérite en forme de pommes de pin avec calcite (Grandfontaine).
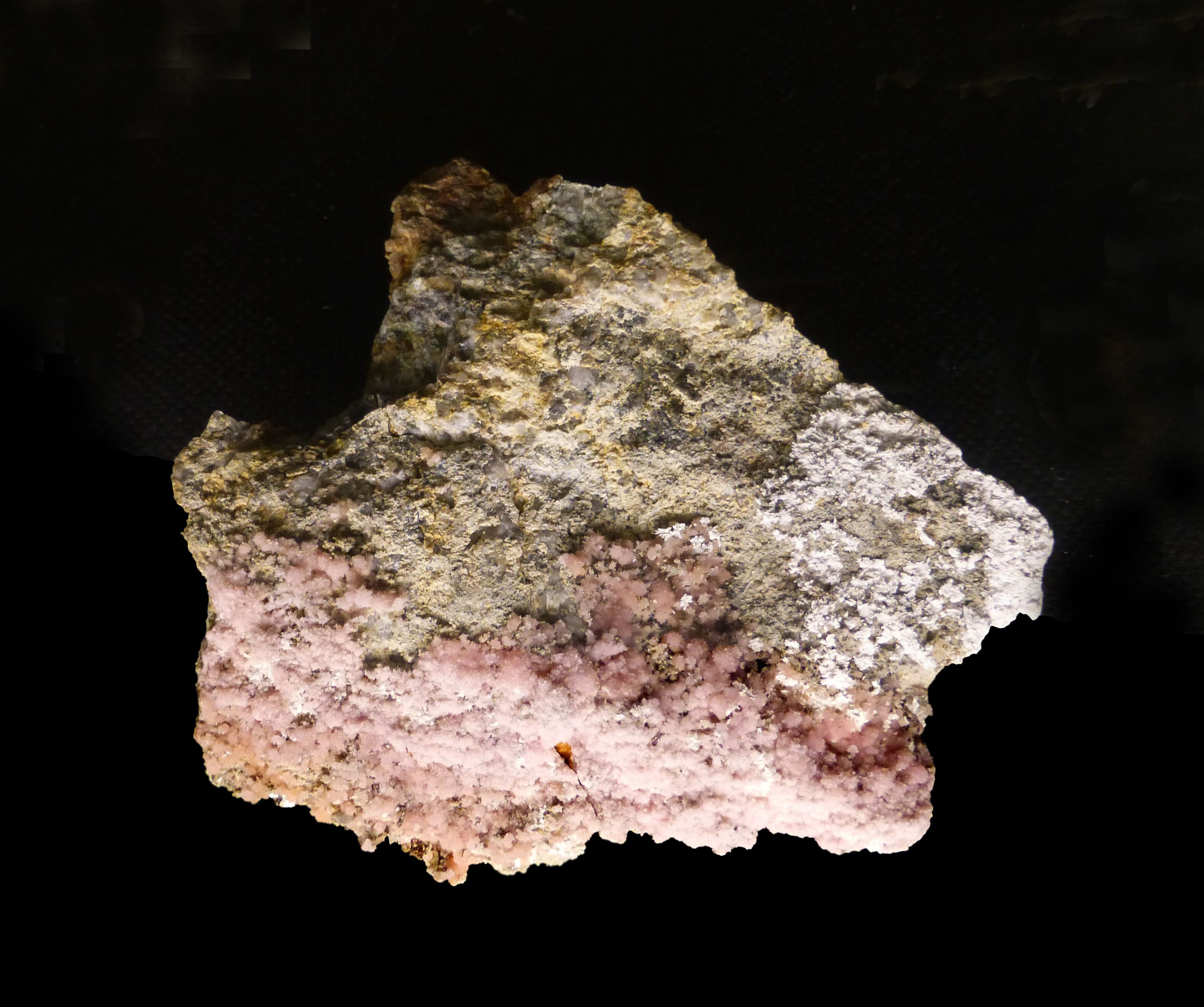
Fluckite (mine Giftgrube, Sainte-Marie-aux-Mines).
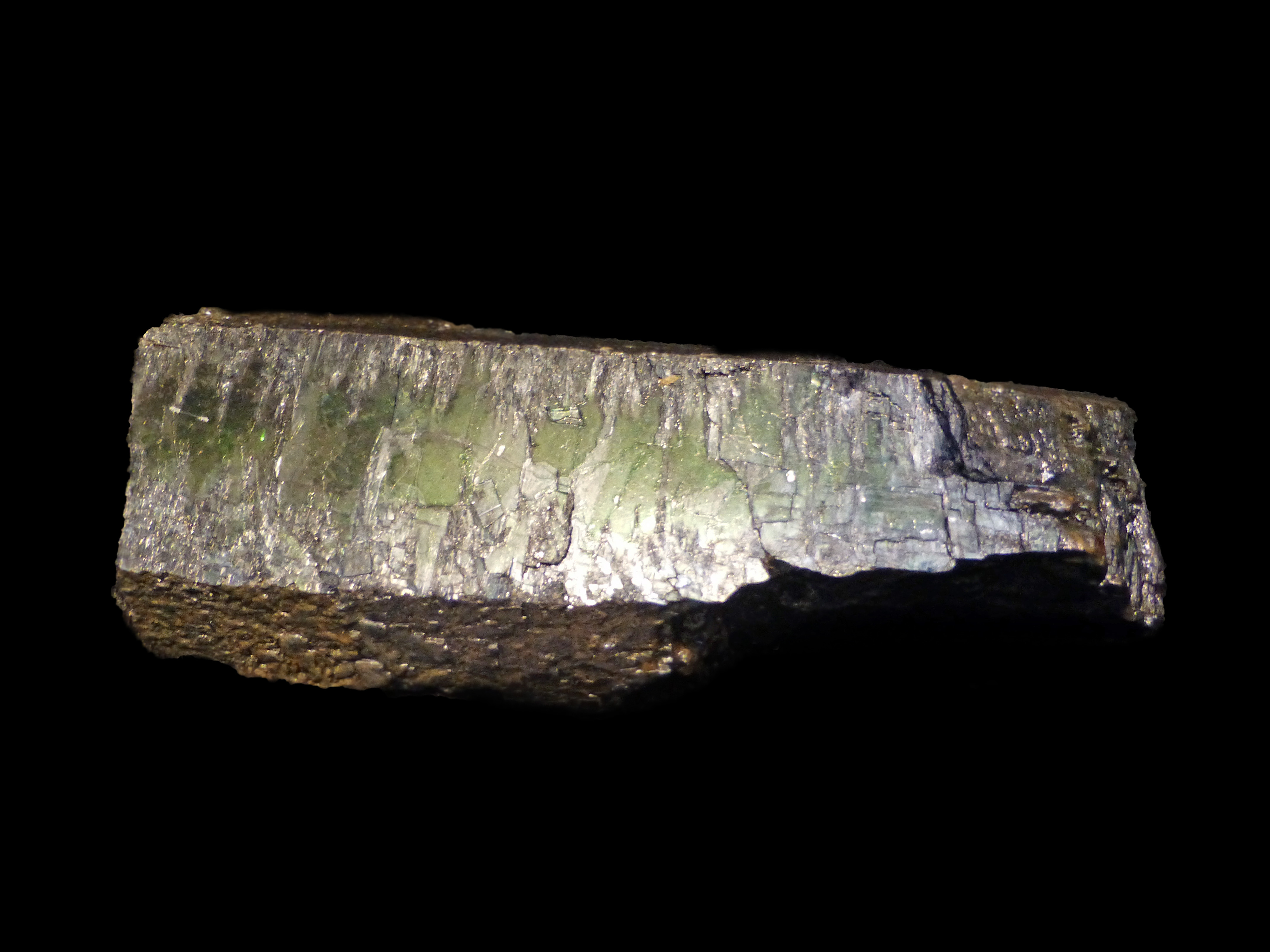
Vivianite (Anloua, Cameroun).
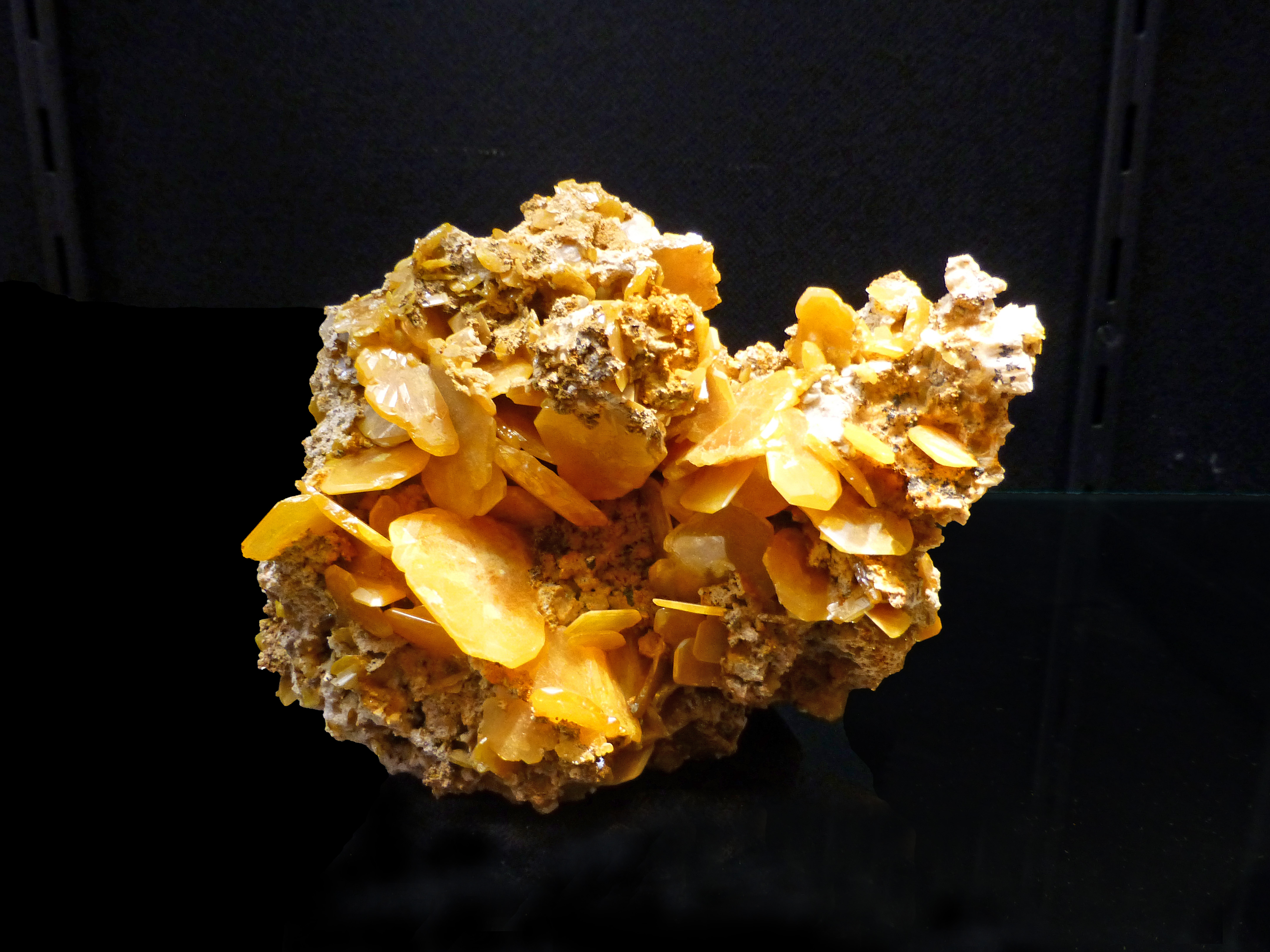
Wulfénite (Touissit, Maroc).

## La collection des météorites

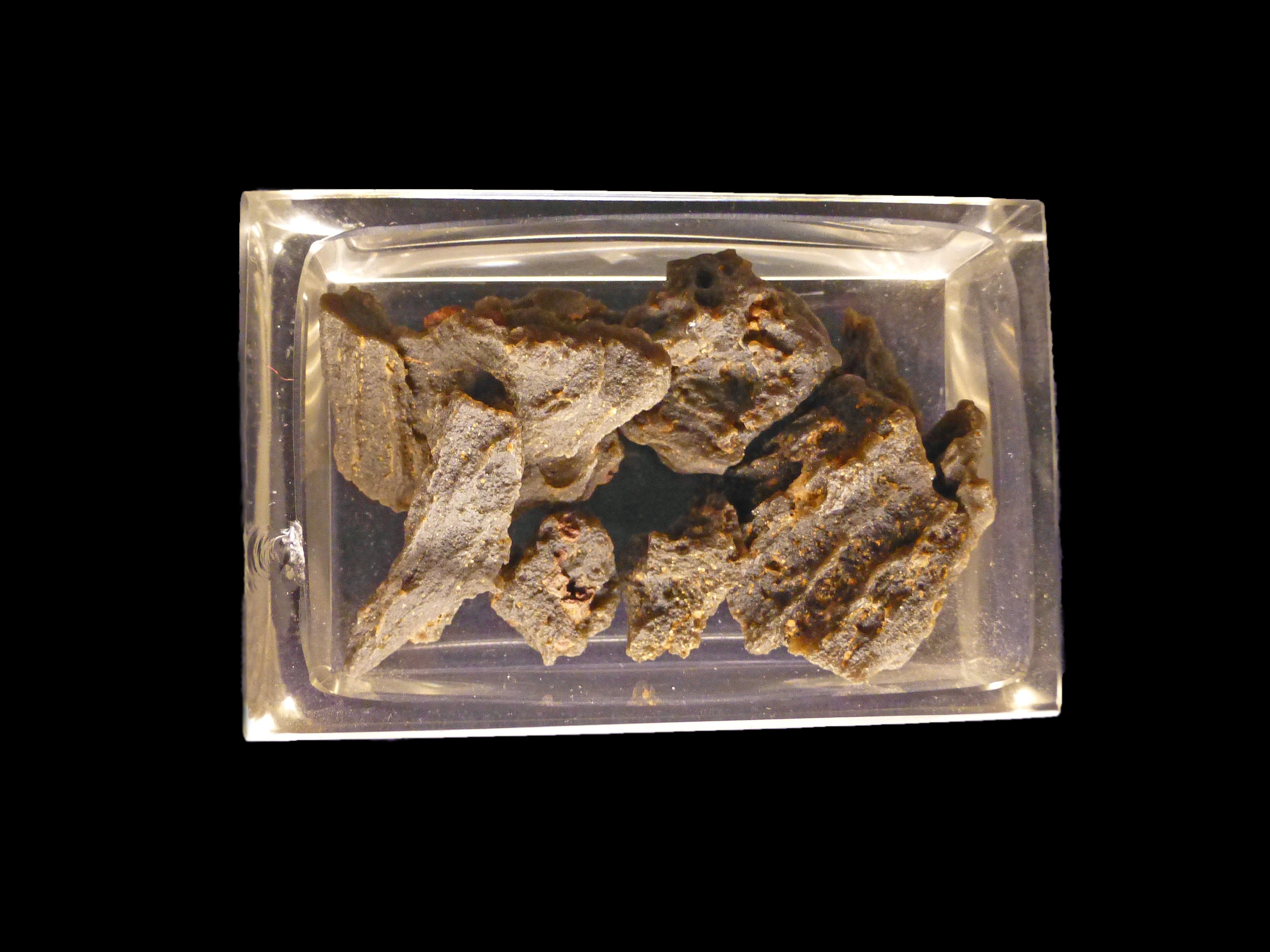
Impactites du cratère d'Aouelloul, Adrar (Mauritanie).

Le musée conserve une remarquable collection de 450 échantillons de météorites : c'est la deuxième collection de France après celle du Muséum national d'histoire naturelle de Paris.
La plupart des météorites ont été acquises autour de 1900 par l'Université impériale. Les principaux fondateurs de cette collection originale ont été des professeurs de réputation internationale : Paul Groth, minéralogiste, et Émile Cohen, pétrographe. Après leur départ, elle a été activement poursuivie par Wilhelm Brühns et Hugo Bücking (de), minéralogistes. On doit surtout à Émile Cohen la constitution d'une collection de modèles en plâtre  d’après originaux dont il reste encore 44 échantillons. C'est la seule collection de ce type en France. 
Bien qu'elle n'ait plus guère évolué depuis 1918, la collection est représentée par les différentes variétés de météorites identifiées à ce jour, dont un fragment de la plus ancienne, tombée en Europe vers 1400. 
Elle a été rangée selon la classification de Wasson.

## La collection des instruments scientifiques
Des générateurs de rayons X, l'un des plus anciens diffracteurs à électrons construit en France après 1950, des tubes cathodiques de Crookes, de Coolidge, de Hadding, des appareils à émission de rayon X créés dans l'ancien laboratoire de minéralogie, des instruments anciens de cristallographie (microscopes polarisant et à lumière convergente, des goniomètres de Wollaston, de Groth, théodolite, à réflexion) constituent un remarquable lot d'appareils scientifiques  des XIXe et XXe siècles.

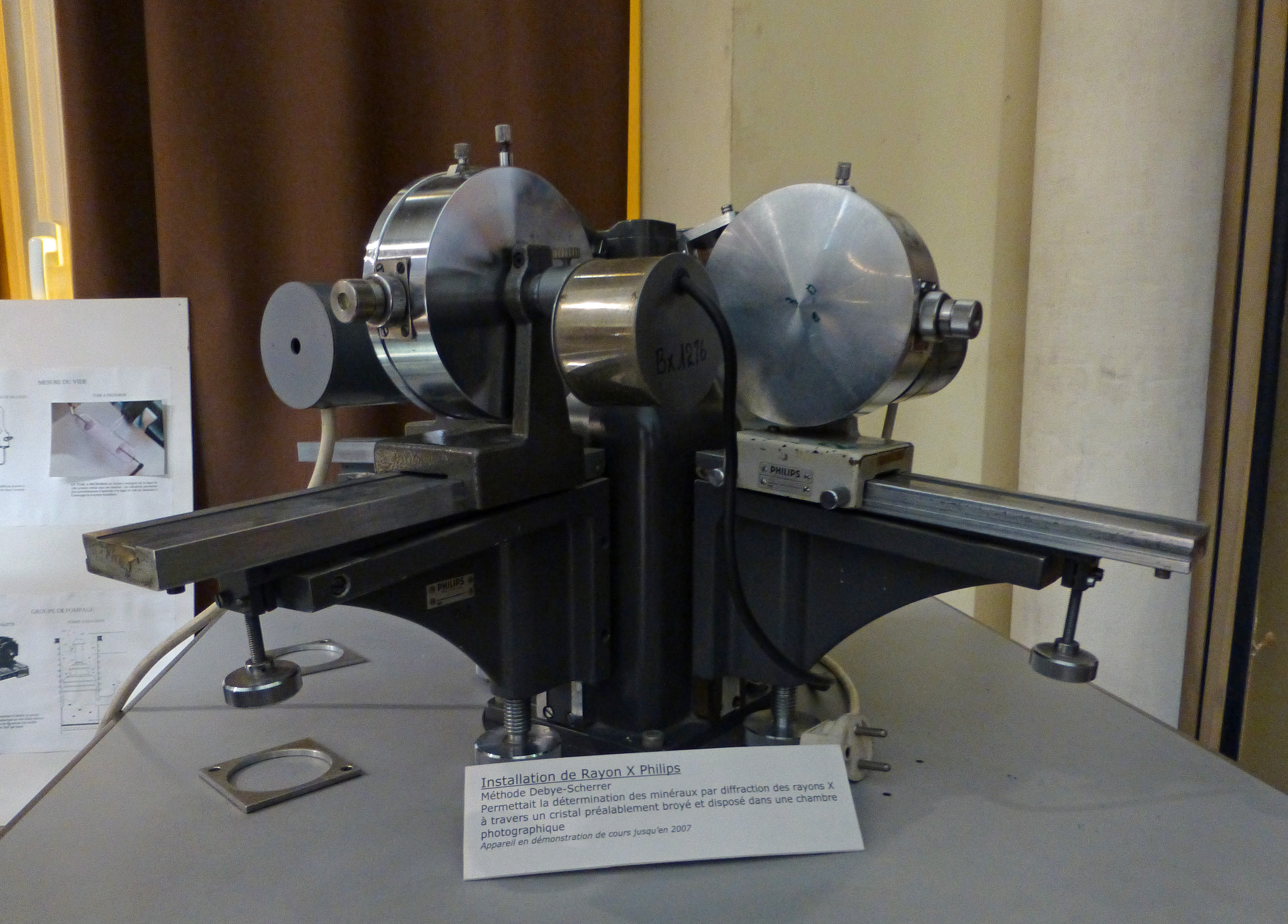
Installation de rayons X Philips, méthode de Debye-Scherrer.
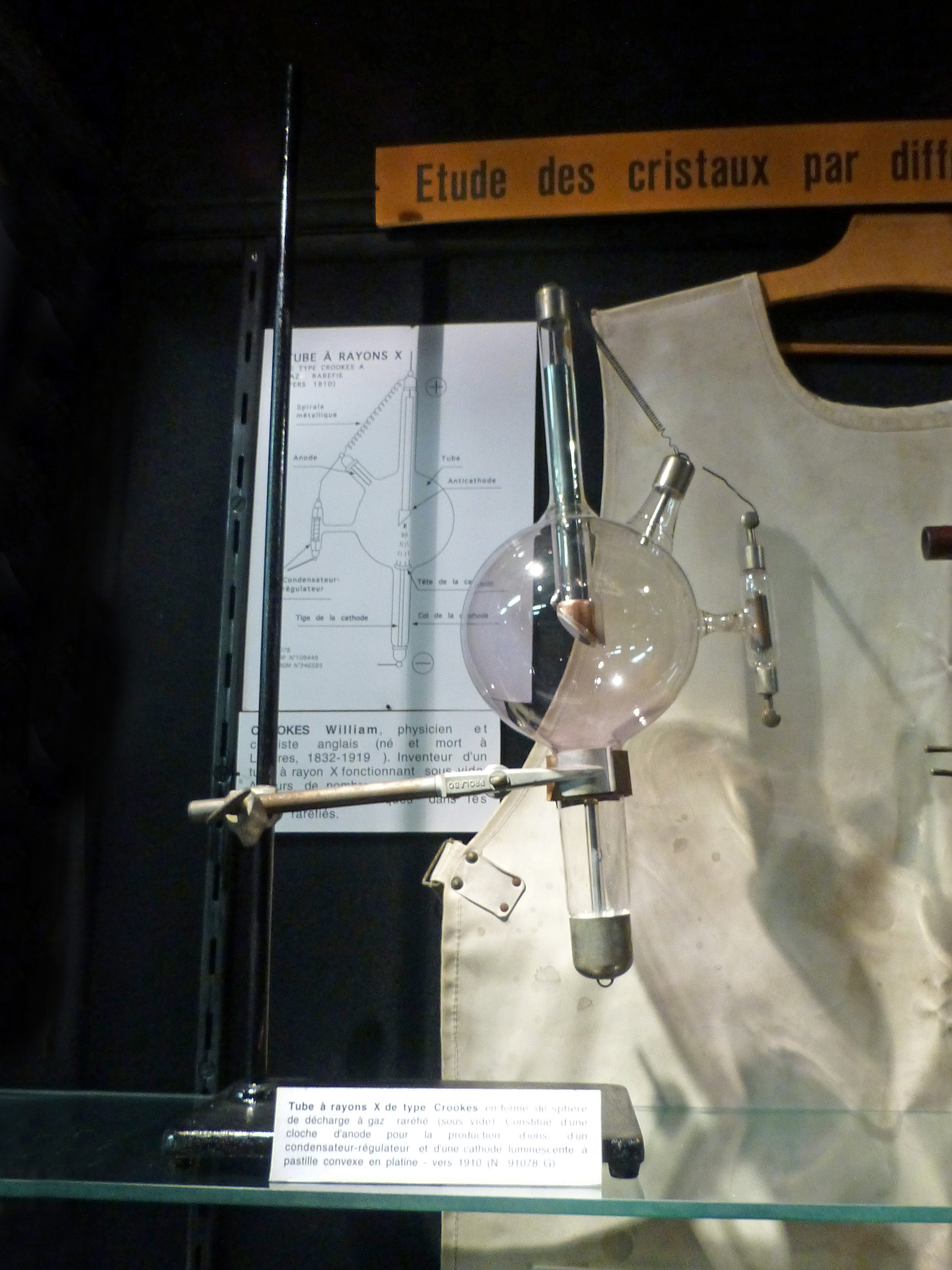
Tube à rayons X de type Crookes.
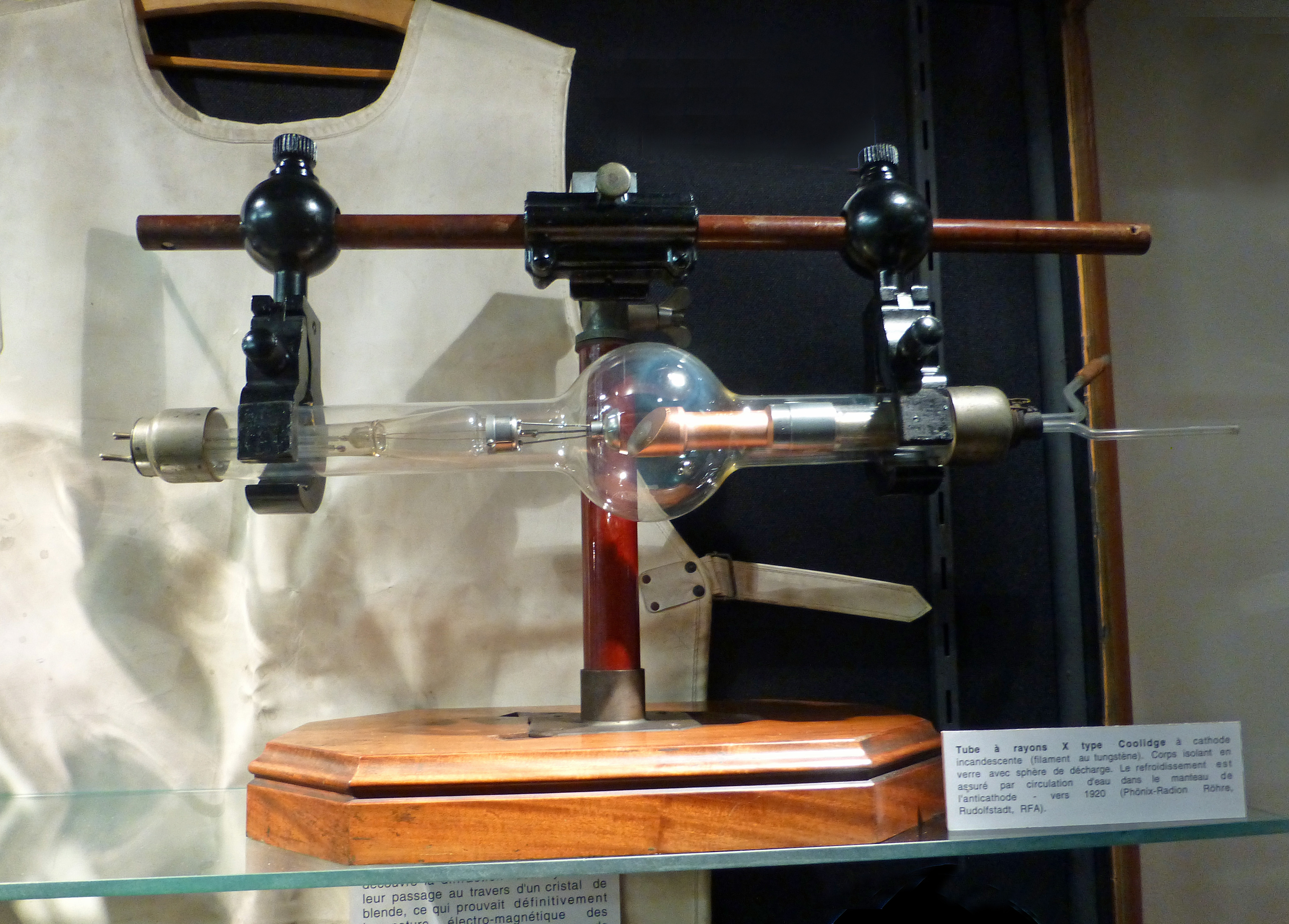
Tube à rayons X de type Coolidge à cathode incandescente.
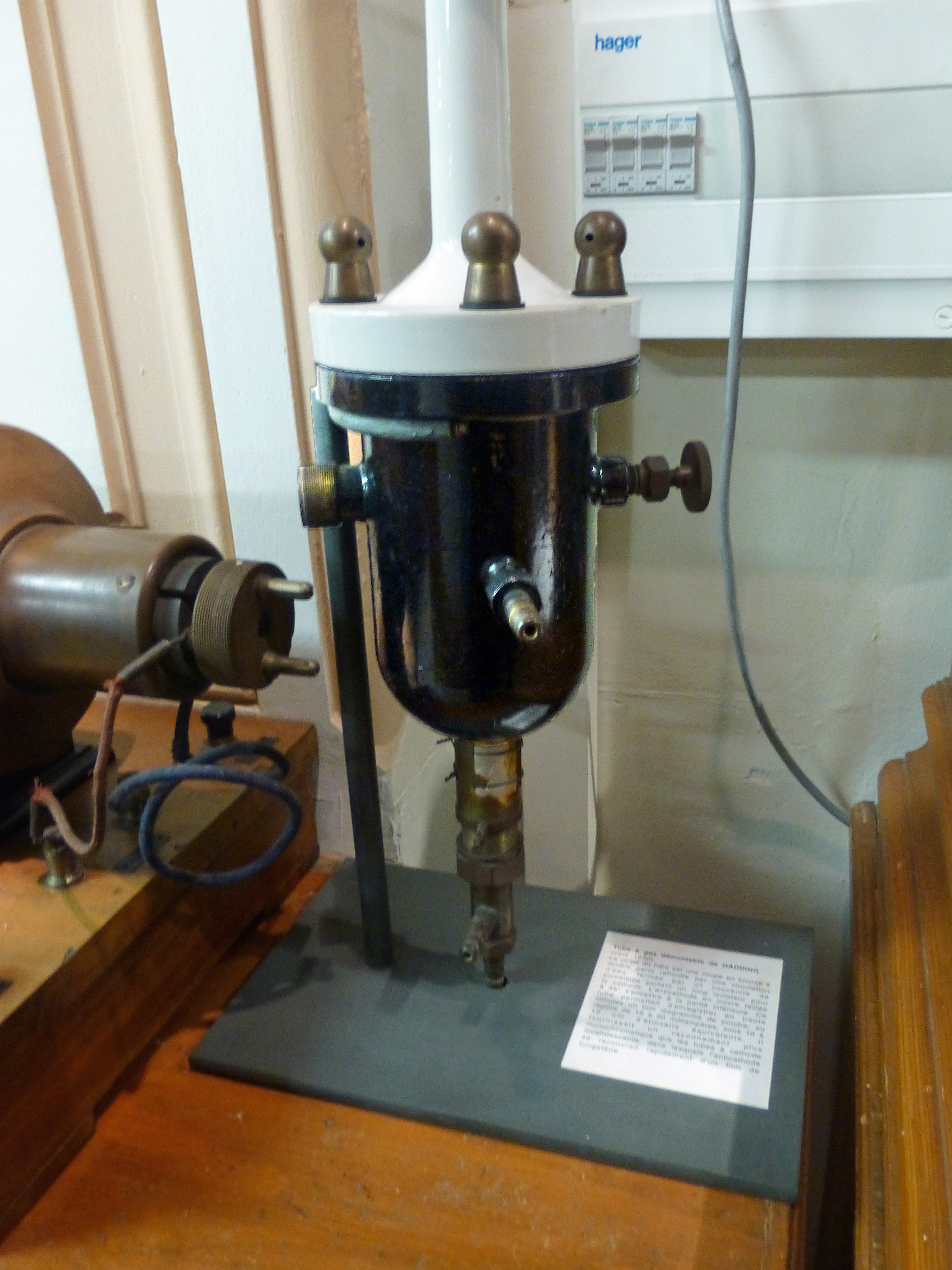
Tube à gaz démontable de Hadding.

## Les collections pédagogiques

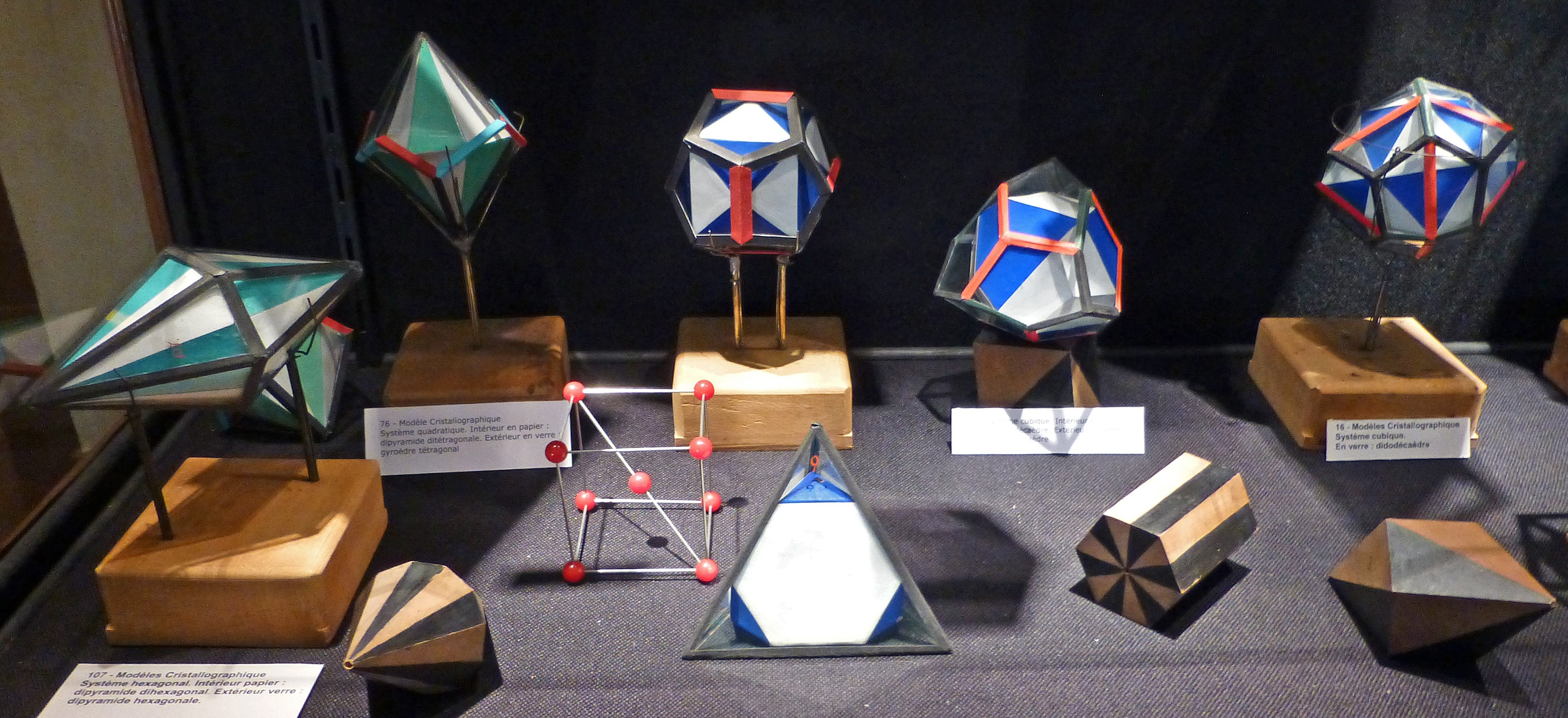
Modèles cristallographiques.

Des modèles cristallographiques en verre et carton, bois et fil de fer colorié, ainsi que des pastels jadis destinés à l'enseignement occupent plusieurs vitrines. Ils constituent un précieux ensemble de qualité européenne.